# Новое Шанталово
Новое Шанталово — деревня в Монастырщинском районе Смоленской области России. Входит в состав Соболевского сельского поселения. Население — 9 жителей (2007 год). 
Расположена в западной части области в 13 км к северу от Монастырщины, в 31 км западнее автодороги А141 Орёл — Витебск, на берегу реки Вихра. В 38 км восточнее деревни расположена железнодорожная станция Грудинино на линии Смоленск — Рославль. 

## История
В годы Великой Отечественной войны деревня была оккупирована гитлеровскими войсками в июле 1941 года, освобождена в сентябре 1943 года.